# Anolis altae
Anolis altae es una especie de iguanios de la familia Dactyloidae.

## Distribución geográfica
Es endémica de Costa Rica.

## Estado de conservación
Se encuentra ligeramente amenazada por la pérdida de su hábitat natural.